# Estación Francisco de Miranda (Metro de Valencia)
Estación Francisco de Miranda también llamada alternativamente Estación Rectorado es una de las estaciones de la Línea 2 del Metro de Valencia a la altura del Rectorado de la Universidad de Carabobo, en la ciudad de Valencia, capital del estado Carabobo, al centro norte de Venezuela.

## Descripción
En un primer proyecto se le incluyó con el nombre de Rectorado por estar ubicada muy cerca del Rectorado de la Universidad de Carabobo (antigua Estación Camoruco del Ferrocarril) y como parte de la Línea 1, pero una modificación del trazado la incluye oficialmente como parte de la Línea 2 y ahora es denominada Francisco de Miranda, en honor de un importante general y político venezolano de la época de la Independencia.
Fue inaugurada junto con la estación Rafael Urdaneta (Cámara de Comercio) el 29 de abril de 2015, convirtiéndose en la novena estación del sistema, está separada de la estación Urdaneta por un túnel de 600 metros. Las empresas encargadas de su construcción e inspección fueron el Consorcio Ghella Group, Utecsml e inversiones Avilés.
Cerca de la estación se encuentran los sectores de La Arboleda y Kerdell y edificios como la Torre Banaven y el Hotel Le París.
Se estudia una propuesta a futuro de crear un sistema de Metrobús superficial para conectar la estación con los sectores Agua Blanca y Santa Cecilia al oeste y hacia el este con las urbanizaciones Kerdell, Las Chimeneas, La Trigaleña y Trigal Sur.

## Accesos y Urbanismo
Al ser inaugurada en el año 2015, la habilitación de la estación no tenía finalizadas por completo las obras de todos los accesos del proyecto, ni el urbanismo complementario integral con el resto del equipamiento urbano de la ciudad. En la actualidad solo está operativo el acceso oeste. A diferencia de las primeras estaciones de la Línea 1, los accesos de esta 2da etapa se construyeron en los laterales de la Avenida Bolívar Norte. Las obras del acceso este que incluyen una nueva plaza y espacios públicos entre la Avenida Bolívar Norte y la Avenida Miranda, se encuentran inconclusos y con obras paralizadas desde 2015.

### Acceso Oeste
Módulo de edificio rectangular en el lateral oeste de la Avenida Bolívar Norte, a través del cual se accede desde el nivel superficie al nivel mezzanina de la estación. Se encuentra ubicado en las inmediaciones del Rectorado de la Universidad de Carabobo. Es el único acceso habilitado desde la inauguración de la estación.

### Acceso Este
El acceso se ubica en el lateral este de la Avenida Bolívar Norte. Se proyectó dentro de una nueva plaza que interconecta peatonalmente la Avenida Bolívar Norte con la Avenida Miranda, ofreciendo un nuevo espacio público a la ciudad. Sin embargo, las obras para la conclusión del acceso y todos los elementos de la nueva plaza se paralizaron desde 2015, por lo que no está operativo, faltando su culminación. 